# Отрера
Отрера (Отріра, дав.-гр. Ὀτρηρή — персонаж давньогрецької міфології. Цариця амазонок, звела храм Аресові. Амазонка , мати Пентесілеї й Іпполіти. Збудувала храм Артеміди в Ефесі.

## Дивіться також
- 385571 Отрера — астероїд названий на честь королеви амазонок.